# IC 3469
IC 3469 ist eine Galaxie vom Hubble-Typ S/S0? im Sternbild Coma Berenices am Nordsternhimmel. Sie ist schätzungsweise 837 Millionen Lichtjahre von der Milchstraße entfernt.
Das Objekt wurde am 23. März 1903 von Max Wolf entdeckt.